# Irrigazione per sommersione
L'irrigazione per sommersione fa parte dei sistemi di irrigazione. Il campo sul quale viene applicato prevede alcune sistemazioni, quali la creazione di argini (di 30–40 cm d'altezza e larghezza di 40–50 cm in sommità) che circondino l'appezzamento interessato da questo sistema, e il livellamento del campo stesso. La sommersione avviene con il passaggio dell'acqua dai fossi alle scoline del campo fino alla sommersione dello stesso. Questa tecnica è utilizzata per la coltura del mais nelle cosiddette "maisaie".
Un tipo di irrigazione per sommersione utilizzato soprattutto per le coltivazioni arboree è quello denominato "a conche". In questo sistema, il terreno viene suddiviso in parcelle concave, circondate da un piccolo argine di terra alto 25–30 cm; l'acqua, arrivando attraverso solchi, canalette o tubazioni, riempie la conca, che rimane sommersa dall'acqua per breve tempo. Per evitare marciumi al colletto degli alberi è opportuno creare una "controconca" di terra attorno al colletto stesso.